# Adrien Turnèbe

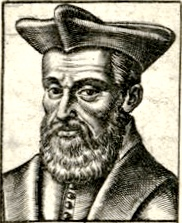
Adrien Turnèbe.

Adrien Turnèbe (latiniserat Adrianus Turnebus; även kallad Tournebeuf), född 1512 i Les Andelys, Normandie, död den 12 juni 1565 i Paris, var en fransk klassisk filolog.
Turnèbe, som blev professor i grekiska språket 1547 och i grekisk filosofi 1561 vid Collège Royal, var en av de mest framstående bland de äldre klassiska filologerna i Frankrike. Turnèbe kommenterade arbeten av Cicero, Varro och Horatius, översatte grekiska författare till latin, utgav editioner av Sofokles och Synesios med flera samt skrev bland annat Adversaria (3 band, 1564–1573; ny upplaga 1580) och Poemata (utgiven postumt 1580).